# Головина, Евгения Павловна
Евгения Павловна Головина (род. 14 июля 1999, Златоуст, Челябинская область) — российская спортсменка, КМС по водному поло.
Игровое амплуа – вратарь.

## Достижения
- Чемпионка Первых Европейских Игр

## Награды
- Медаль «За заслуги перед Челябинской областью» III степени (6 июля 2023) — за высокое профессиональное мастерство, успешное выступление в Чемпионате России по водному поло сред женских команд, деятельность, способствующую процветанию Челябинской области